# 巽画会
巽画会（たつみがかい）とは明治時代に結成された日本の美術団体である。

## 概要
巽画会は明治29年（1896年）に深川在住の村岡応東、遠山素香、大野静方の3名が発起人となって発足した。新傾向派の青年画家の拠点となり、後に上野竹の台五号館で展覧会を開催するまでに発展した。やり手の南米岳が経営にあたり、京都にまで範囲を及ぼし、明治43年（1910年）には審査員に鏑木清方、菱田春草、山田敬中、上原古年、高橋広湖、今村紫紅、木島桜谷、菊池契月、上村松園、尾竹竹坡、尾竹国観、山内多門、町田曲江、信近春城、安田靫彦、田中頼章、小室翠雲などがあたるようになった。また、会の機関紙『多都美』（のちに『たつみ』、『巽』）を出版しており、植村宋一が編集をしていた。